# Helado de ron con pasas
El helado de ron con pasas es un tipo de helado que está cubierto a base de ron y pasas, siendo el helado normalmente hecho de vainilla.

## Origen

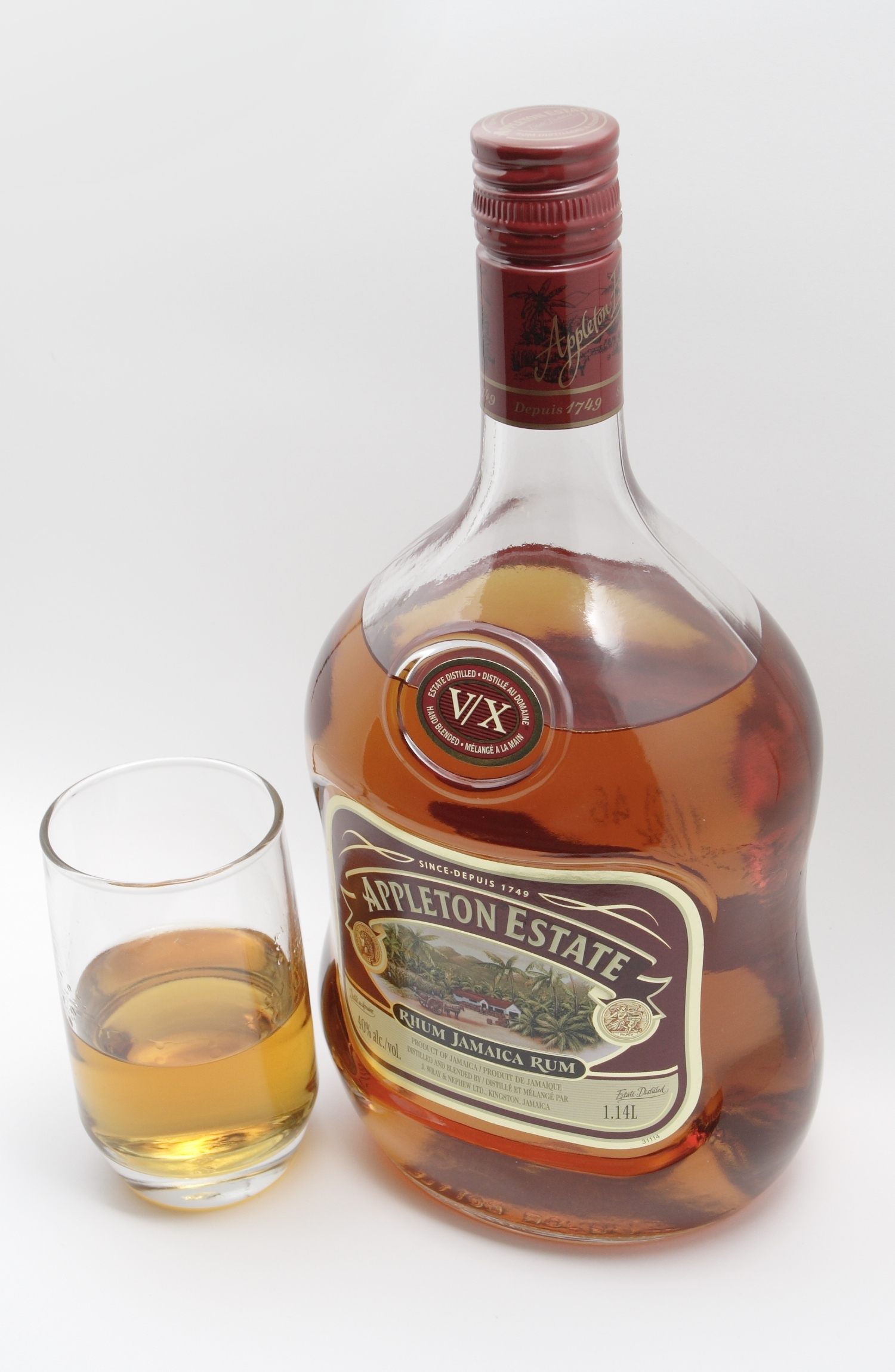
RON Appleton Estate

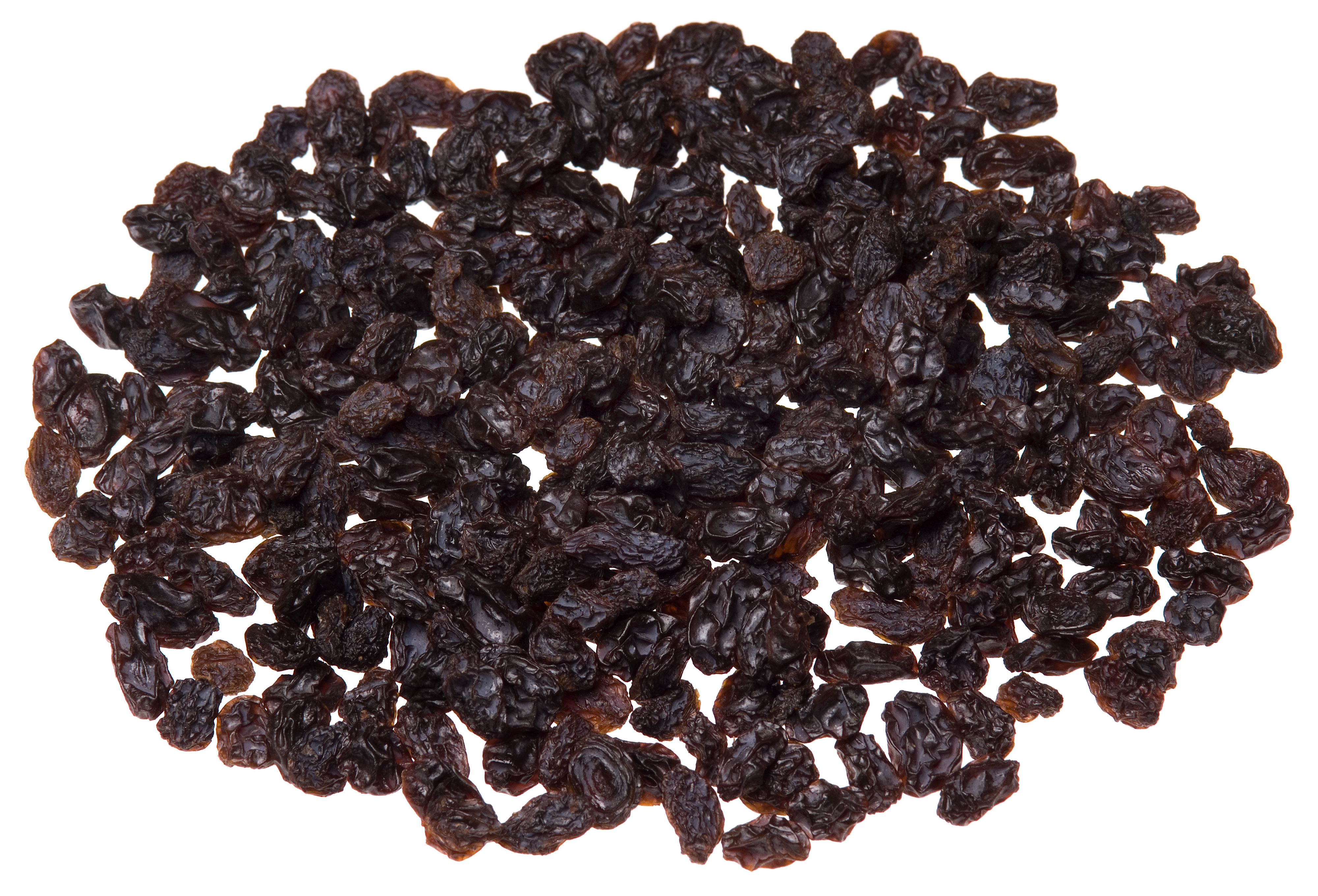
Uvas pasas

No se conoce exactamente su origen, pero se cree que se remonta cuando los dulces hechos a base de alcohol, iniciaron y se popularizaron en la década de los 60. La receta proviene de otro postre que no tiene nada que ver con el helado, no era un postre frío, y surge a raíz del sabor de las bolas de ron, que son dulces semejantes a las trufas creadas en Alemania. Este postre se basaba en un bizcocho desmenuzado, trozos de chocolate, pasas y el ron y se acompañaba de unas grandes bolas de helado que se recubren de azúcar, para contrarrestar el sabor etéreo del alcohol. Con el paso del tiempo la receta fue cambiada y tomada para obtener postres similares, de los cuales se originó uno usando helado como base.
Una historia alternativa sugiere que la receta se remonta a la década de 1930 y se originó en Sicilia, Italia, donde se elaboraba remojando pasas en ron y combinándolas con helado de vainilla. Inicialmente se conocía como «gelato de Málaga», en referencia al uso de pasas en la elaboración del vino malagueño.
No está claro cuándo se introdujo el sabor en los Estados Unidos, pero un anuncio de 1932 en el periódico The Ardmoreite de Oklahoma decía: "Extra especial. Helado de ron con pasas. Completamente nuevo".
El helado de ron con pasas recuperó popularidad en las décadas de 1970 y 1980. A principios de la década de 1980, Häagen-Dazs lanzó este sabor a su línea de productos, al que se le atribuye la popularización de este helado en Estados Unidos. Hoy en día, el helado de ron con pasas se suele preparar usando pasas oscuras o doradas normales, pero a veces también con pasas de Málaga.

## Elaboración
Aunque cada marca o persona tiene su propia manera de elaborarlo, el helado se compone principalmente de un helado base, ron añejo y pasas.
Por lo general,  se empieza con la preparación del helado de vainilla que contienen crema, leche, yemas de huevo y azúcar, algunas personas usan semillas de vainilla frescas, mientras que otras usan esencia de vainilla. 
Seguido de ello se preparan las pasas que suelen ser de uva, las uvas pasas se sumergen en el ron durante media hora o hasta toda la noche, para que su esencia sea absorbida. Algunas recetas recomiendan hervir las pasas en el ron para macerarlas, antes de enfriarlas y agregarlas al helado, esto se hace especialmente si se desea eliminar el alcohol, ya que se evapora en el proceso de cocción.
Las pasas empapadas en ron generalmente se agregan al helado justo antes de que se congele por completo, además algunas recetas agregan solo las pasas, mientras que otras agregan también el ron, pero en todas las recetas conocidas la mezcla se debe revolver bien para untar las pasas y mezclar el ron de manera uniforme con el helado de vainilla.
Algunos helados industriales usan una esencia de aroma y sabor artificial a ron para evitar el contenido alcohólico y poder ofrecerlo a los niños y mujeres embarazadas.